# Сант'Андреа ин Безаниго (Римини)
Сант'Андреа ин Безаниго је насеље у Италији у округу Римини, региону Емилија-Ромања.
Према процени из 2011. у насељу је живело 831 становника. Насеље се налази на надморској висини од 42 м.